# El Carmen (Guanajuato)
El Carmen es una localidad del estado mexicano de Guanajuato. Es parte del municipio de Irapuato.

## Demografía
| Gráfica de evolución demográfica |
|                                  |

| Censo | Población |
| ----- | --------- |
| 1921  | 78        |
| 1930  | 385       |
| 1940  | 194       |
| 1950  | 306       |
| 1960  | 330       |
| 1970  | 559       |
| 1980  | 652       |
| 1990  | 797       |
| 2000  | 1 336     |
| 2010  | 1 693     |
| 2020  | 1 916     |